# Myxexoristops blondeli
Myxexoristops blondeli är en tvåvingeart som först beskrevs av Robineau-desvoidy 1830.  Myxexoristops blondeli ingår i släktet Myxexoristops och familjen parasitflugor. Arten har ej påträffats i Sverige. Inga underarter finns listade i Catalogue of Life.